# Sultan Masood Dakik

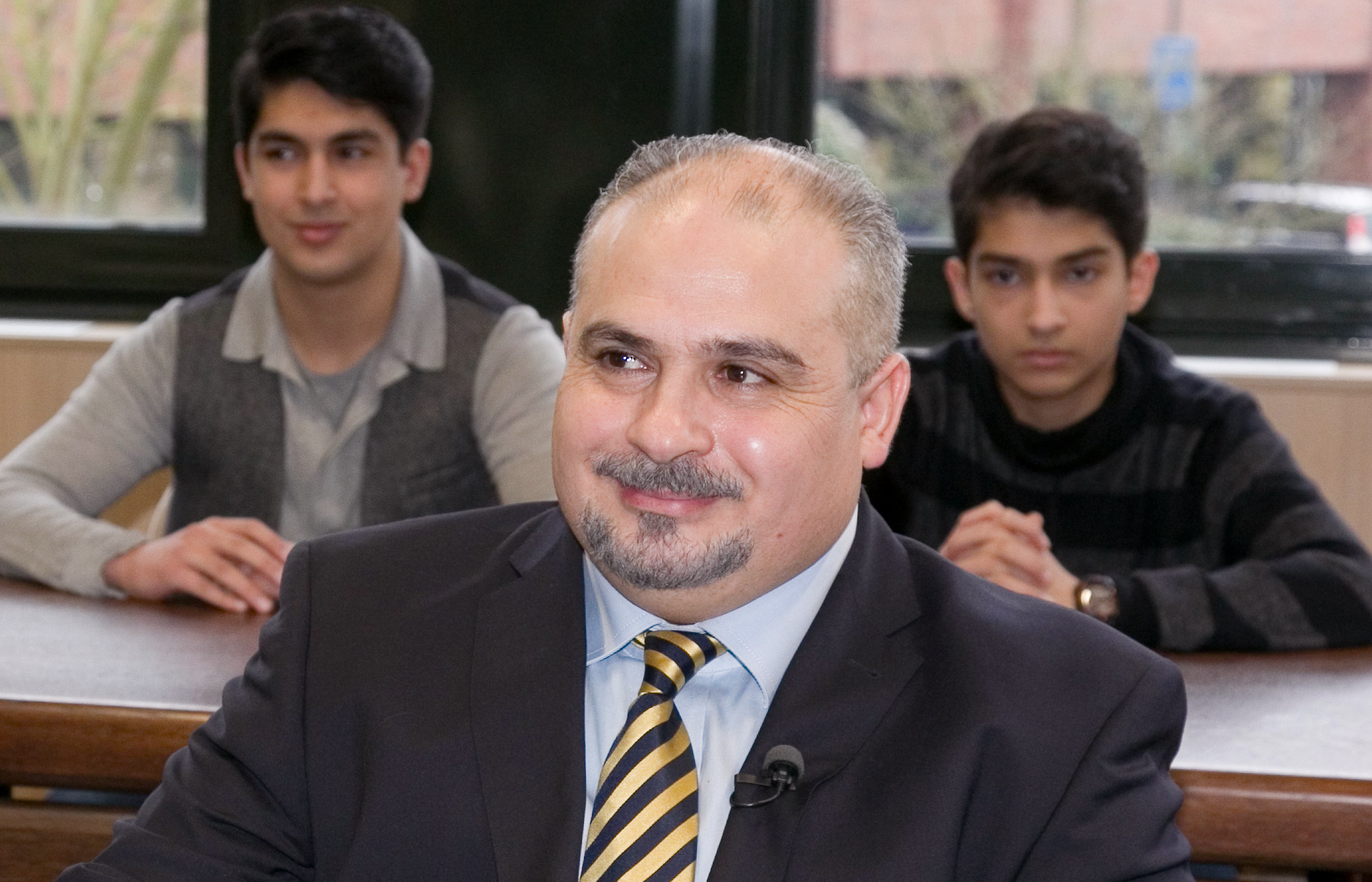
Sultan Masood Dakik (2015)

Sultan Masood Dakik (* 19. August 1967 in Kabul, Afghanistan) ist ein deutscher Unternehmer. In Anerkennung für sein Engagement für Flüchtlinge,  benachteiligte Menschen und Waisenkinder wurde er am 5. Februar 2015 mit dem Bundesverdienstkreuz am Bande ausgezeichnet.

## Leben

### Herkunft und Familie

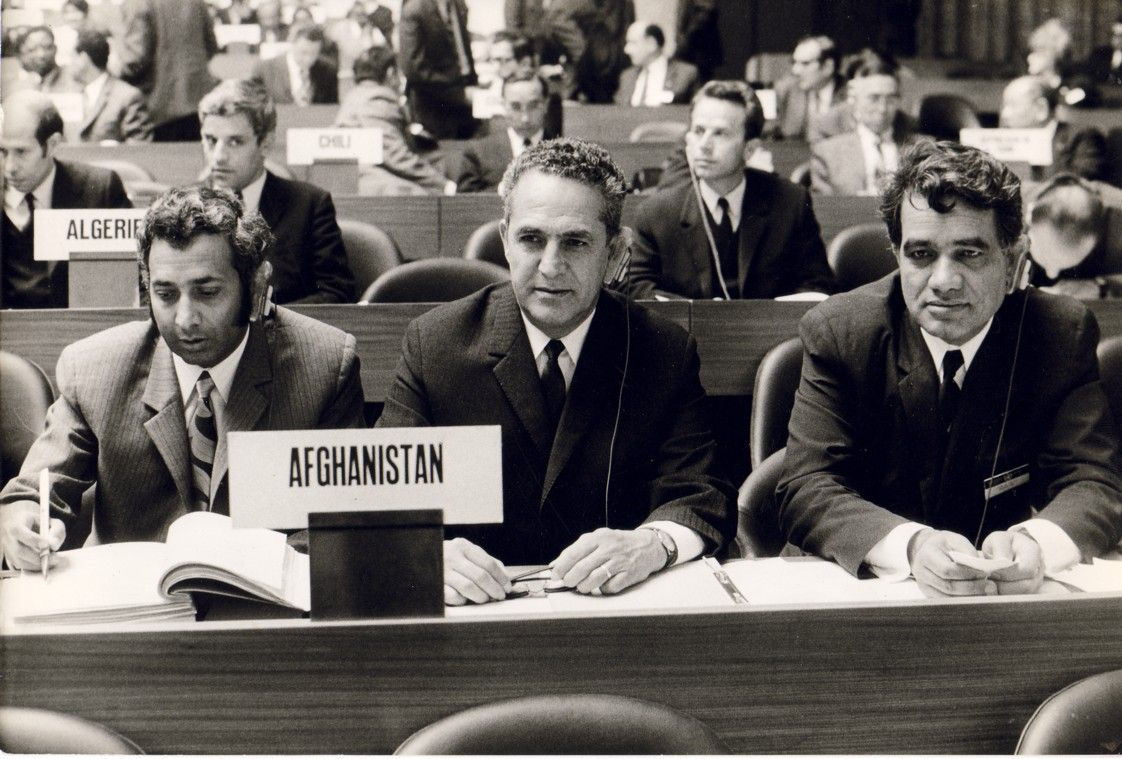
Sein Vater Abdul Khaliq Khan als Botschafter für Afghanistan bei der UN.

Sultan Masood Dakik stammt väterlicherseits vom afghanischen Königshaus ab. Er entstammt der Muhammadzai-Dynastie, die Afghanistan von 1826 bis 1978 regierte. Sein Vater war Abdul Khaliq (1927–1992). Er hatte als erster Afghane an der Sorbonne in Paris promoviert, war 35 Jahre Botschafter seines Landes bei den Vereinten Nationen (UN) und später Verkehrsminister. Sultan Masood Dakiks Mutter stammt aus Saudi-Arabien; sie soll in direkter Linie und in 30. Generation vom Religionsstifter Mohammed abstammen.

### Ausbildung und Berufslaufbahn
Sultan Masood Dakik legte 1984 sein Abitur in seiner Geburtsstadt Kabul ab. Als Mitglied der ehemaligen afghanischen Königsfamilie musste er nach der sowjetischen Intervention in Afghanistan das Land 1984 verlassen. Er flüchtete sieben Tage zu Fuß aus Afghanistan nach Pakistan. Nach seiner Flucht kam er 1984 mit seiner Mutter und seiner Schwester nach Deutschland, wo er seither dauerhaft lebt. Er absolvierte eine Ausbildung zum Textilkaufmann. Später gründete er in Düsseldorf eine Firma für Damenoberbekleidung, die er jedoch nach einigen Jahren aus familiären Gründen wieder verkaufte, um sich um seine kranke Mutter kümmern zu können.
Er betreibt mittlerweile mehrere Unternehmen im Bereich Financing und Consulting, im Öl-Geschäft sowie im Bereich „Neue Technologien“. Besondere Aufmerksamkeit legt er auf Projekte erneuerbarer Energien und Klimaschutz, vor allem in Saudi-Arabien. In Kooperation mit der Universität Hohenheim (Agrarwissenschaft) verfolgt er dort das Vorhaben, auf großen Brachflächen die vielfach nutzbare Jatropha-Pflanze, die auch zur CO2-Verringerung beiträgt, zu etablieren. Sehr gute Beziehungen unterhält er zum saudischen Königshaus.
Sultan Masood Dakik, der seit 1995 deutscher Staatsbürger ist, lebt am Niederrhein; er wohnt in Brünen/Hamminkeln. Er ist mit seiner Ehefrau Sayyida Nargis Dakik verheiratet und ist Vater von drei Söhnen.

## Ehrenamtliche Hilfsprojekte

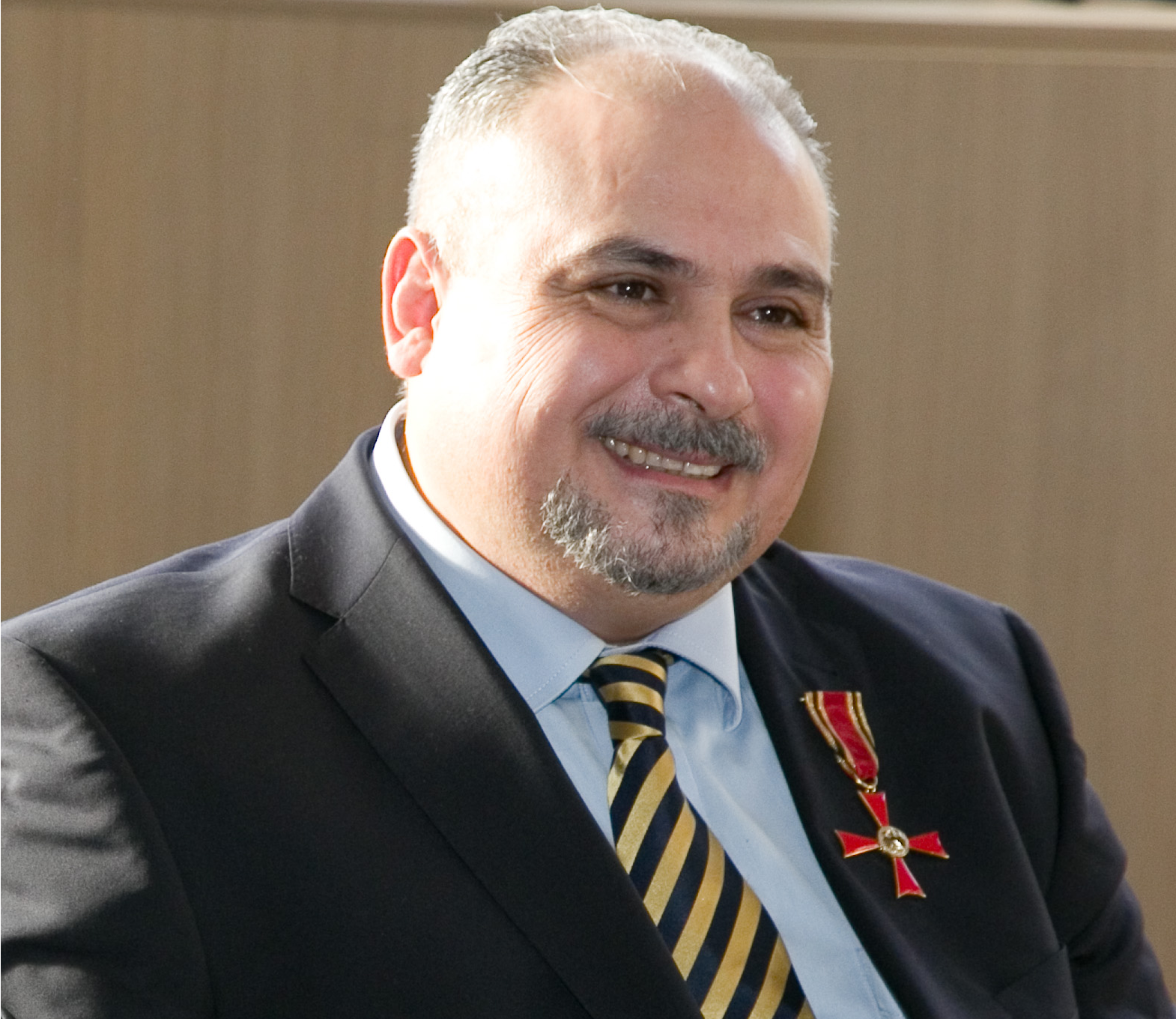
Dakik wurde 2015 das Bundesverdienstkreuz verliehen.

Sultan Masood Dakik ist Initiator zahlreicher humanitärer und sozialer Hilfsprojekte. Sein soziales Engagement gilt insbesondere Flüchtlingen und benachteiligten Menschen. Dafür wurde ihm am 5. Februar 2015 das Verdienstkreuz am Bande des Verdienstordens der Bundesrepublik Deutschland verliehen.
Sultan Masood Dakik ist Gründer des „Vereins für Afghanistan-Förderung“. Er ist im Rahmen des Vereins ehrenamtlich tätig, unter anderem setzt er sich für die Alphabetisierung und Ausbildung von Frauen in Afghanistan ein. Er unterstützt finanziell zwei große Waisenhäuser, u. a. für Kinder mit Behinderungen, in Kabul und hilft verletzten Kriegskindern, für die er Unterhalt und Seelsorge organisiert. Ein von Dakik unterstütztes Projekt in Nordafghanistan dient der Ausbildung von 60 Frauen zu Schneiderinnen. Neben der Vermittlung handwerklicher Fähigkeiten erhalten die Frauen auch Unterricht in Rechnen, Schreiben und Lesen. Weiters hat er 49 Patenkinder, u. a. in Tansania, Uganda, Nigeria und Pakistan, die er finanziell unterstützt und über deren Werdegang er sich vor Ort informiert.
In Hamminkeln und Wesel unterstützt er neu angekommene Flüchtlingsfamilien bei Behördengängen, bei Übersetzungen und Beglaubigungen, bei der Suche nach Wohnraum und nach günstiger Wohnungsausstattung. Er vermietet außerdem Wohnraum an afghanische Flüchtlinge und hilft selbst beim Aufbau von Möbeln mit.

## Auszeichnungen
- 2015: Bundesverdienstkreuz in der Stufe Verdienstkreuz am Bande, für sein soziales Engagement in der Flüchtlingshilfe.